# Tajski zaliv
Tajski zaliv, včasih pa tudi danes v nekaterih jezikih imenovan Siamski zaliv (tajko: Ao Thai ali อ่าวไทย) je robno morje Tihega oceana. Na zahodu in severu ga omejuje okoli 2.600 km tajske obale, na vzhodu so obale Kambodže in Vietnama, na jugozahodu Malezije.

## Ime
Sodobno Tajsko ime zaliva je Ao Thai (tajsko: อ่าวไทย,  [ʔàːw tʰāj], "Tajski zaliv") in je privzeto kot uradno ime vodnega telesa pri International Hydrographic Organization (Mednarodni hidrografski organizaciji). V Maleziji in Kambodži še naprej uporabljajo ime "Siamski zaliv" (Teluk Siam in Chhoung Samut Siem). Na Tajskem se je zaliv v zgodovini imenoval Ao Sayam (tajsko: อ่าวสยาม). 
Na splošno opredeljen kot Veliki zaliv (latinsko: Magnus Sinus), je znan od grških, rimskih, arabskih, perzijskih in renesančnih kartografov, pred prihodom portugalskih raziskovalcev v 16. stoletju, ki so odstranili fantomski "Zmajev rep" za Malajski polotok iz evropskih svetovnih zemljevidov.

## Geografija
Tajski zaliv meji s Kambodžo, Tajsko in Vietnamom. Zavzema površino dna od 304.000 km² od 6° do 13° 30' severne zemljepisne širine in 99° E do 104° zemljepisne dolžine. Severni konec zaliva je Bangkoški zaliv na ustju reke Chao Phraya. Južna meja zaliva je opredeljena s črto Cape Bai Bung v južnem Vietnamu (južno od ustja reke Mekong) do kraja Kota Bharu na malezijski obali.
Tajski zaliv je relativno plitev: njegova povprečna globina je 58 metrov in največja globina le 85 metrov. To omogoča počasno izmenjavo voda, močan pritok vode iz rek pa zmanjšuje slanost v zalivu (3,05-3,25%) in bogati usedline. Le na večjih globinah ima voda višjo slanost (3,4%), kjer teče v prepad v Južnokitajsko morje. Zapolnjuje osrednjo depresijo na globini 50 metrov. Glavne reke, ki se stekajo v zaliv so reke Chao Phraya, Tha Chin, Mae Klong in Bang Pakong ob Bangkoškem zalivu in v manjši meri reka Tapi, ki teče v zaliv Bandon na jugozahodu.
Mednarodna hidrografska organizacija opredeljuje južno mejo Tajskega zaliva kot "Črta, ki poteka od zahodne skrajnosti Kambodže ali točke Camau (8° 36' N) do severne skrajne točke na vzhodni strani izliva reke Kelantan (6°14′N 102°15′E / 6.233°N 102.250°E) 

### Zalivi
Znotraj Tajskega zaliva so še manjše enote: Bankoški zaliv, zaliv Prachuap, Ao Manao in zaliv Sattahip.

### Otoki
Najpomembnejši otoki v Tajskem zalivu so: Ko Samui, Ko Pha Ngan, Ko Tao, Ko Phaluai, Ko Sichang, Ko Lan, Ko Phai, Ko Khram, Ko Samae San, Ko Samet.

## Gospodarstvo
Največji gospodarski pomen ima zaliv kot ribolovno področje. Najdene so tudi manjše zaloge nafte in nekaj večje zemeljskega plina.
Tajski zaliv skriva številne koralne grebene, zaradi katerih je privlačen za potapljače. Tropsko topla voda privablja številne turiste. Nekatere izmed najpomembnejših turističnih destinacij v Tajskem zalivu so otoki Ko Samui in Ko Pha Ngan v Provinci Surat Thani, Pattaya v provinci Chonburi, Cha-am v provinci Phetchaburi, Hua Hin v provinci Prachuap Khiri Khan in Ko Samet v provinci Rayong. V zadnjih letih je zaliv postal znan po dejavnosti ogledovanja kitov, endemičnih, kritično ogroženih populacij kitov (Balaenoptera brydei in kitajskih belih delfinov ter Iravadskih delfinov (Orcaella brevirostris), ki kažejo edinstveno vedenje hranjenja) in dugongov (Dugong dugon).

## Ozemeljski spori
Območje med Malezijo, Tajsko, Kambodžo in Vietnamom je predmet več ozemeljskih sporov. Malezija in Tajska sta se odločili, da skupaj razvijata sporna območja, ki obsegajo otoke Ko Kra in Ko Losin. Dolgoročen spor med Kambodžo in Vietnamom se nanaša predvsem na otok Phú Quốc ali Koh Tral v Kambodži, ki je zunaj kamboške obale. Kambodža zahteva tudi 48.000 kvadratnih kilometrov prostora kontinentalne police.